# Bedő Albert
Kálnoki Bedő Albert (Sepsikőröspatak, 1839. december 31. – Budapest, 1918. október 20.) erdész, a Magyar Tudományos Akadémia tagja.

## Származása, tanulmányai
Apja unitárius lelkész volt. Tanulmányait az unitáriusok székelykeresztúri és kolozsvári gimnáziumában folytatta. Ezután jogot hallgatott, s teológiai tanulmányokat is végzett. A marosvásárhelyi táblánál dolgozott, majd 1860-tól 1864-ig állami ösztöndíjjal elvégezte a selmecbányai erdészeti akadémiát.

## Pályafutása
1864-től Szlavóniában, gróf Eitz vukovári uradalmában magánerdészeti szolgálatba lépett erdészsegédként. Már végzős diák korában az Erdészeti Lapok munkatársa, 1871-től pedig a szerkesztője volt. 1866-ban tette le az államvizsgát, s az ez évben alapított Országos Erdészeti Egyesület titkárává, majd első alelnökévé választották.
1868-ban (előbbi tisztségeinek megtartása mellett) az állami erdészet szolgálatába lépett. 1872-ben kinevezték főerdőmesternek, s 1873. január 1-jétől a pénzügyminisztériumban az állami erdők ügyeinek főelőadójává, majd 1878-tól főerdőtanácsossá nevezték ki.  Divald Adolffal és Wagner Károllyal együtt készítette elő az 1879-ben megjelenő, új és európai színvonalú Erdőtörvényt, mely 1880. július 1-jén lépett életbe. A Magyar Tudományos Akadémia 1880-ban levelező tagjai sorába iktatta. 1881-től országos főerdőmester, s a földművelésügyi minisztérium I. főosztályának főnöke, 1885-től államtitkár. 1896-ban miután nyugdíjba vonult, szabadelvű párti programmal országgyűlési képviselővé választották. E politikai szerepkörében 1905-ig megmaradt, és egyebek mellett a munkásviszonyok javításáért, a parasztság anyagi felemelkedéséért is szót emelt a parlamentben.
1866-ban az Ungarischer Fortsverein évkönyvét, a Jahresschrift des ungarischen Fortsvereines-t szerkesztette. 1867-ben az Országos Erdészeti Egyesület Közleményei, 1867-1872-ig az Országos Erdészeti Egyesület Évkönyvei, 1871-től 1899-ig pedig az Erdészeti Lapok periodikák szerkesztője volt.
Az Országos Erdészeti Egyesület alapításának 50. évfordulóján, 1916-ban, tiszteletbeli elnökké választották.
Bedő gondnoka volt a budapesti unitárius egyházközségnek, tiszteletbeli elnöke a Dávid Ferenc Egyletnek. Konzervatív unitáriusként vált ismertté, aki inkább Blandrata György szervező talentumának, mint Dávid Ferenc forradalmi szellemének volt híve. Neve az egyházi irodalomban is fönnmaradt. Mint az Unitárius Közlöny munkatársa, tanulmányaiban az unitárius vallás jellemképző erejét domborította ki. Több alkalommal 100–100 koronás pályadíjat tűzött ki egyházi beszéd megírására.
Végakaratának megfelelően Kálnokon helyezték örök nyugovóra.

## Kitüntetései, díjai
- Miniszteri tanácsos
- Osztrák Császári Lipót-rend
- Osztrák császár Victoria-rend
- Vaskorona-rend II. osztályú
- Francia becsületrend lovagja
- Belga Lipót-rend középkeresztje
- Japán Felkelő Nap rendje
- Több bányaváros díszpolgára

## Művei

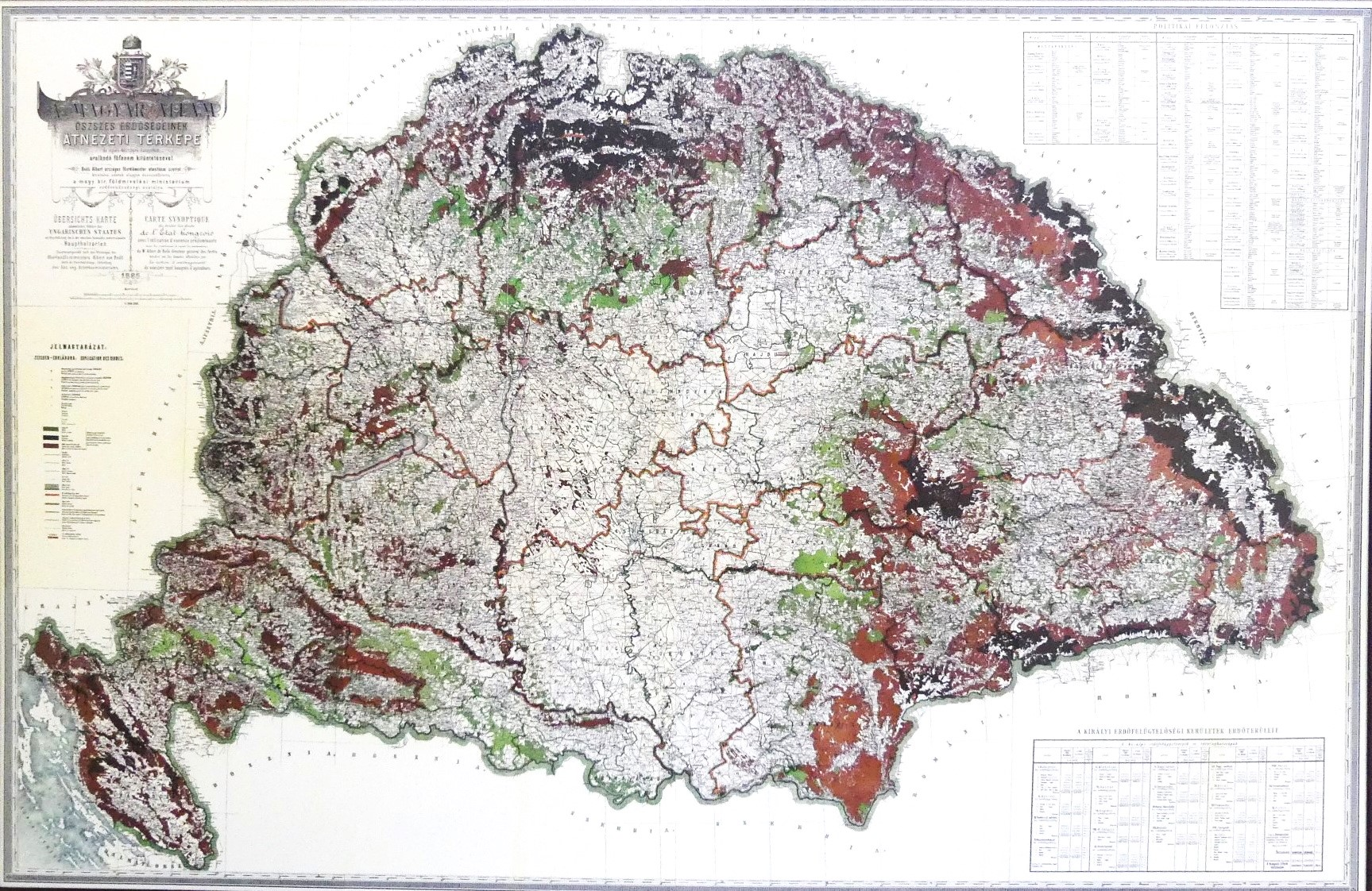
Bedő Albert - A Magyar Állam összes erdőségeinek átnézeti térképe

- Nyílt levél hazai fakereskedésünk érdekében. Pest, 1871. 12 lap
- Tájékozás erdészeti kiállításunk ügyében. Buda, 1873
- Erdészetünk leírása. Budapest, 1874 (különlenyomat a Honismertetőből) 16 lap
- Das Forstwesen als Gegenstand der internationalen Statistik. Budapest, 1874
- Erdő-őr, vagy az erdészet alapvonalai kérdésekben és feleletekben. Budapest, 1874 (Az Országos Erdészeti Egyesület által jutalmazott munka. 3. kiadás. Budapest, 1883. 4. bővített kiadás. Budapest, 1885. 5. bővített kiadás. Budapest, 1887)
- A magyar királyi államerdők gazdasági és kereskedelmi leírása. (ugyanez francia és német nyelven) Budapest, 1878
- Az erdők az 1878. évi párisi világkiállításon. Budapest, 1879 (Hivatalos jelentés a párizsi 1878. évi világkiállításról IV.)
- Erdészeti teendőink. Budapest, 1880 (különlenyomat)
- Az erdészeti ügyek közigazgatási kezelése hazánkban. Budapest, 1882
- A magyar állam erdőségeinek gazdasági és kereskedelmi leírása. I-III. Budapest, 1885
- Magyarország erdőségei. Budapest, 1885 (Székfoglaló előadás. Értekezések a természettudományok köréből. XV. 17.)
- Az erdőmívelés jelentősége hazánkban. Budapest, 1886 (Akadémiai Évkönyvek XVII.)
- A magyar állam erdőségeinek gazdasági és kereskedelmi leírása. Második, bővített kiadás. I-IV. Budapest, 1896

Cikkei jelentek meg Erdészeti Lapokban, a Gazdasági Lapokban, a Fővárosi Lapokban, az Erdő és Gazdasági Lapokban, a Hazánk s a Külföldben, a Wochenblatt für Land- und Forstwirtheben, a Keresztény Magvetőben és a Nemzetgazdasági Szemlében. Az Osztrák-Magyar Monarchia írásban és képben című műben az Erdők és erdészet fejezetet ő írta.